# هاکوب وایرادیان
هاکوب سیمونی وایرادیان (ارمنی: Հակոբ Սիմոնի Վայրադյան؛  زادهٔ ۱۶ مهٔ ۱۹۳۰ - درگذشته ۱۹۹۱) مهندس، استاد اهل ارمنستان بود.

## زندگی‌نامه
وی در ۱۶ مهٔ ۱۹۳۰ در آخالتسیخه به دنیا آمد و از انستیو مهندسی-فیزیک مسکو (۱۹۵۵) فارغ‌التحصیل گشت. همچنین برندهٔ جوایزی همچون نشان پرچم سرخ کار، نشان برجسته افتخار و جایزه دولتی اتحاد شوروی (۱۹۷۶) شده است. وی در ۱۹۹۱ در سن ۶۱ سالگی در مسکو درگذشت.

## یادداشت
1. ↑  տեխնիկական գիտությունների դոկտոր
2. ↑  Մոսկվայի ինժեներա-ֆիզիկական ինստիտուտ